# Cachoeirinha (Pernambuco)
Cachoeirinha é um município brasileiro do estado de Pernambuco. Administrativamente, o município é formado pelos distritos sede e Cabanas.

## História
O território onde está o atual município era uma fazenda de nome Cachoeirinha, que começou a se desenvolver após a dissolução da República dos Palmares. O distrito de Cachoeirinha foi criado no dia 12 de maio de 1874, subordinado ao município de São Bento do Una. Por força da lei estadual 7-3309, de 17 de dezembro de 1958, foi elevado à categoria de município.

## Geografia
Com altitude de 536 metros, o município se localiza à latitude 08°29'11" sul e à longitude 36°13'59" oeste. Sua população estimada em 2021 era de 20 618 habitantes, distribuídos em 179,268 km² de área.
Compõem o município dois distritos: Cachoeirinha (sede) e Cabanas.
O município está  incluído na área geográfica de abrangência do semiárido brasileiro, definida pelo Ministério da Integração Nacional em 2005.  Esta delimitação tem como critérios o índice pluviométrico inferior a 800 mm, o índice de aridez até 0,5 e o risco de seca maior que 60%.
A área do município insere-se na unidade geoambiental do Planalto da Borborema.

### Limites
| Noroeste: Belo Jardim   | Norte: Tacaimbó | Nordeste: São Caetano      |
| Oeste: São Bento do Una |                 | Leste: São Caetano Altinho |
| Sudoeste: Lajedo        | Sul: Lajedo     | Sudeste: Ibirajuba         |

### Ambiente
O município de Cachoeirinha está inserido na bacia hidrográfica do Rio Una que nasce no agreste meridional de Pernambuco no município de Capoeiras. Flui em regime intermitente, bem como os tributários riacho Quatis, riacho do Retiro e riacho Bonito. Nos meses de janeiro a julho o Rio Una mantém seu fluxo normal, mas de agosto a dezembro ele permanece seco.
O clima é do tipo semiárido, e a vegetação, formada por caatinga hipoxerófila.